# 8191 Мерсенн
8191 Мерсенн (8191 Mersenne) — астероїд головного поясу, відкритий 20 липня 1993 року.
Тіссеранів параметр щодо Юпітера — 3,608.